# جاك بنتلي
جاك بنتلي (بالإنجليزية: Jack Bentley)‏ (17 فبراير 1942 في المملكة المتحدة - 26 مايو 2007) هو لاعب كرة قدم بريطاني في مركز الهجوم. لعب مع ستوكبورت كونتي ونادي إيفرتون ونادي تلفورد يونايتد.

## وصلات خارجية
- جاك بنتلي على موقع قاعدة بيانات كرة القدم.إي يو (الإنجليزية)